# マイネリーベ〜永遠なる夢想曲〜
『マイネリーベ〜永遠なる夢想曲〜』（マイネリーベ えいえんなるトロイメライ）は、漫画：伊沢玲・キャラクター原案：由貴香織里・原作：コナミデジタルエンタテインメントによる日本の漫画。

## 概要
2001年の美少年誘惑シミュレーションゲーム『耽美夢想マイネリーベ』の漫画化作品であり、白泉社の少女漫画雑誌「別冊花とゆめ」2004年11月号から2006年5月号までに連載された。単行本全4巻で、愛蔵版全2巻。
『耽美夢想マイネリーベ』の女主人公としても本作の主役を担当する。

## あらすじ
主人公のエリカ・クラウスは幼い頃に別れたきりの異母兄を探すため、名門校のローゼンシュトルツ学園へ入学した。優秀な男子生徒たち「シュトラール」に出会う。

## 登場人物
エリカ・クラウス
主人公。明るく元気な性格を持つ金髮の少女。前向きで頑張り屋だが、ドジでいつも転んでいる。幼い頃、離れ離れになった異母兄を追いかけてローゼンシュトルツ学園に入学し、「シュトラール」の補佐委員を担当する。兄と分けて持ったリボンを大切にしている。
オルフェレウス
「シュトラール」のリーダー格。エリカの兄に似ている。夢に向かって懸命に努力する姿を見て、エリカを補佐委員に推薦する。
エドヴァルド
褐色の肌で、スポーツと音楽が好き。エリカを元気づけたり、苦手なダンス練習に付き合う、気さくで面倒見の良い性格。
カミユ
未来を見通す不思議な能力を持ち、花を愛する。自分の力を受け入れ、勇気づけてくれた事をきっかけにエリカと仲良くなる。
石月ナオジ
日本からの留学生。エリカに好意を抱いており、彼女の気持ちを知りながらも傍で見守り、支えている。
ルードヴィッヒ
　常に冷静で理論的だが、資料作りのアドバイスをしたり、エリカの努力をちゃんと認めてくれる優しさも持つ。
オーガスタ
フルネームは「オーガスタ・フロイライン・ルクグレーフイン・ヴォルフェンビュッテル」。エリカの親友で、「シュトラール」補佐委員会の一人。

## 既刊一覧
単行本（全4巻）
- マイネリーベ〜永遠なる夢想曲〜 ① （2005年1月19日発売） ISBN 4-592-18889-6
- マイネリーベ〜永遠なる夢想曲〜 ② （2005年8月19日発売） ISBN 4-592-18893-4
- マイネリーベ〜永遠なる夢想曲〜 ③ （2006年2月17日発売） ISBN 4-592-18896-9
- マイネリーベ〜永遠なる夢想曲〜 ④ （2006年5月19日発売） ISBN 4-592-18897-7

愛蔵版（全2巻）
- マイネリーベ ① （2010年5月19日発売） ISBN 978-4-592-19871-0
- マイネリーベ ② （2010年5月19日発売） ISBN 978-4-592-19872-7